# WWK Arena
WWK Arena – stadion piłkarski w Augsburgu, w Niemczech. Wykorzystywany przeważnie do meczów piłki nożnej gospodarzy stadionu FC Augsburg. Do 1 lipca 2015 roku stadion nosił nazwę SGL arena.
Obiekt może pomieścić 30 660 widzów (19 060 miejsc siedzących i pomieszczenia stojące dla 11 034 osób). Celem jest osiągnięcie pojemności 49 000 osób. Zastąpił on poprzedni stadion klubu FC Augsburg - Rosenaustadion.
Początkowo nadano stadionowi nazwę Impuls Arena, jednak w maju 2011 roku przedsiębiorstwo SGL Carbon nabyło prawa do nazwy obiektu, czego skutkiem było przemianowanie na SGL arena. Umowa, podpisana na okres 7 lat, zaczęła obowiązywać 1 lipca 2011 roku. W dniu 1 lipca 2015 roku prawa do nazwy stadionu wykupiła spółka ubezpieczeniowa WWK.
Augsburg był jednym z oficjalnych miast 2010 FIFA U-20 Pucharu Świata Kobiet i kolejnego 2011 FIFA Pucharu Świata Kobiet, a sam stadion był lokalizacją kilku meczów w fazie grupowej i ćwierćfinałach. Na czas zawodów FIFA nosił nazwę "FIFA Women's World Cup Stadium Augsburg".